# Interlaken (Californie)
Pour les articles homonymes, voir Interlaken (homonymie).
Interlaken est une census-designated place du comté de Santa Cruz, dans l'État de Californie, aux États-Unis,. En 2020, elle compte une population de 7 368 habitants.